# Tanegashima Tokitaka

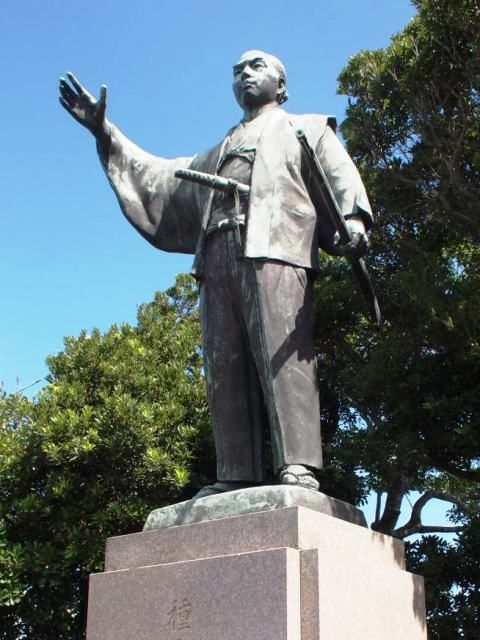
Tanegashima Tokitaka (Nihinoomote)

Tanegashima Tokitaka (japanisch 種子島 時堯; geboren 1528 auf Tanegashima (Provinz Satsuma); gestorben 21. Oktober 1579 ebenda) war ein japanischer Fürst und erster Besitzer eines europäischen Gewehres.

## Leben und Wirken
Tanegashima Tokitaka wurde als Sohn von Tanegashima Etoki (種子島 恵時), dem 13. Herrscher auf der Insel gleichen Namens geboren. Zuerst nannte er sich Naotoki (直時), Danjō-no-Chū (弾正忠) und Sakon-no-Shōgen (左近将監). Später, als Mönch, nannte er sich Kakin (可釣). Er kam in eine enge Beziehung mit dem Shimazu-Klan und heiratete die Shimazu-Tochter Yoshihisa (義久).
Als am 15. August 1543 ein portugiesisches Schiff bei Nishinomura (西之村) an der Südküste der Insel an Land getrieben wurde, suchte es Tokitaka mit seinem Vater auf und ließ das Schiff nach Akaoki (赤尾木) bei Nishinoomote (西之表) bringen. Er kaufte zwei Gewehre und befahl seinem Hausverwalter, die Herstellungsmethode herauszufinden und sie nachzubauen. Als die Portugiesen im nächsten Jahr wiederkamen, wurde er in die Herstellung eingewiesen. Laut des überlieferten Berichtes „Teppōki“ (鉄炮記) stellte er ein Dutzend dieser Waffe her, die dann unter dem Namen „Tanegashima-Arkebuse“ auch in Europa bekannt wurde. Er übte auch das Schießen mit seinen Gefolgsleuten.
Das wurde im Lande bekannt, und um 1549 kam eine Anfrage vom Muromachi-Shogunat und dann weitere Anfragen. Um 1570 war die einheimische Fertigung so gewachsen, dass der Daimyō Musketier-Abteilungen (鉄砲足軽, Teppō ashigaru) aufstellen konnten, was die Kriegsführung revolutionierte. Händler aus der Stadt Sakai spielten bei der Verbreitung im ganzen Land eine große Rolle.
In Nishinoomote gibt es das Gewehrmuseum „Tanegashima kaihatsu sōgō sentā“ (種子島開発総合センター), auch einfach „Teppō-kan“ (鉄砲館) genannt.